# NGC 4352
NGC 4352 este o galaxie lenticulară situată în constelația Fecioara. A fost descoperită în 15 martie 1784 de către William Herschel. Se află la o distanță de 18,37 megaparseci de Pământ.